# Phillip Gaines
Phillip Gaines (Concord, 4 aprile 1991) è un giocatore di football americano statunitense che gioca nel ruolo di cornerback per gli Houston Texans della National Football League (NFL). Al college ha giocato a football alla Rice University

## Carriera

### Kansas City Chiefs
Viene scelto dai Kansas City Chiefs nel corso del terzo giro (87º assoluto) del Draft 2014. Debutta come professionista subentrando nella sconfitta della settimana 1 contro i Tennessee Titans. La sua prima stagione si chiude con 20 tackle e 4 passaggi deviati in 13 presenze, di cui 5 come titolare.

### Buffalo Bills
Il 29 marzo Gaines firma con i Buffalo Bills un contratto di un anno del valore di 835.000 dollari.

### Cleveland Browns
Nel 2019 Gaines firmò con i Cleveland Browns.

### Houston Texans
Il 10 settembre 2019 Gaines firmò con gli Houston Texans.

## Statistiche
| Partite totali      | 13 |
| Partite da titolare | 5  |
| Tackle              | 20 |
| Sack                | 0  |
| Intercetti          | 0  |

Statistiche aggiornate alla stagione 2014